# تپه‌های سلطان دون (یلقی تپه)
تپه‌های سلطان دون (یلقی تپه) مربوط به دوران پیش از تاریخ ایران باستان تا دوران‌های تاریخی پس از اسلام است و در شهرستان آق قلا، بخش مرکزی، روستای شورحیات واقع شده و این اثر در تاریخ ۱۰ خرداد ۱۳۸۲ با شمارهٔ ثبت ۸۸۲۶ به‌عنوان یکی از آثار ملی ایران به ثبت رسیده است.